# Elodie (Sängerin)

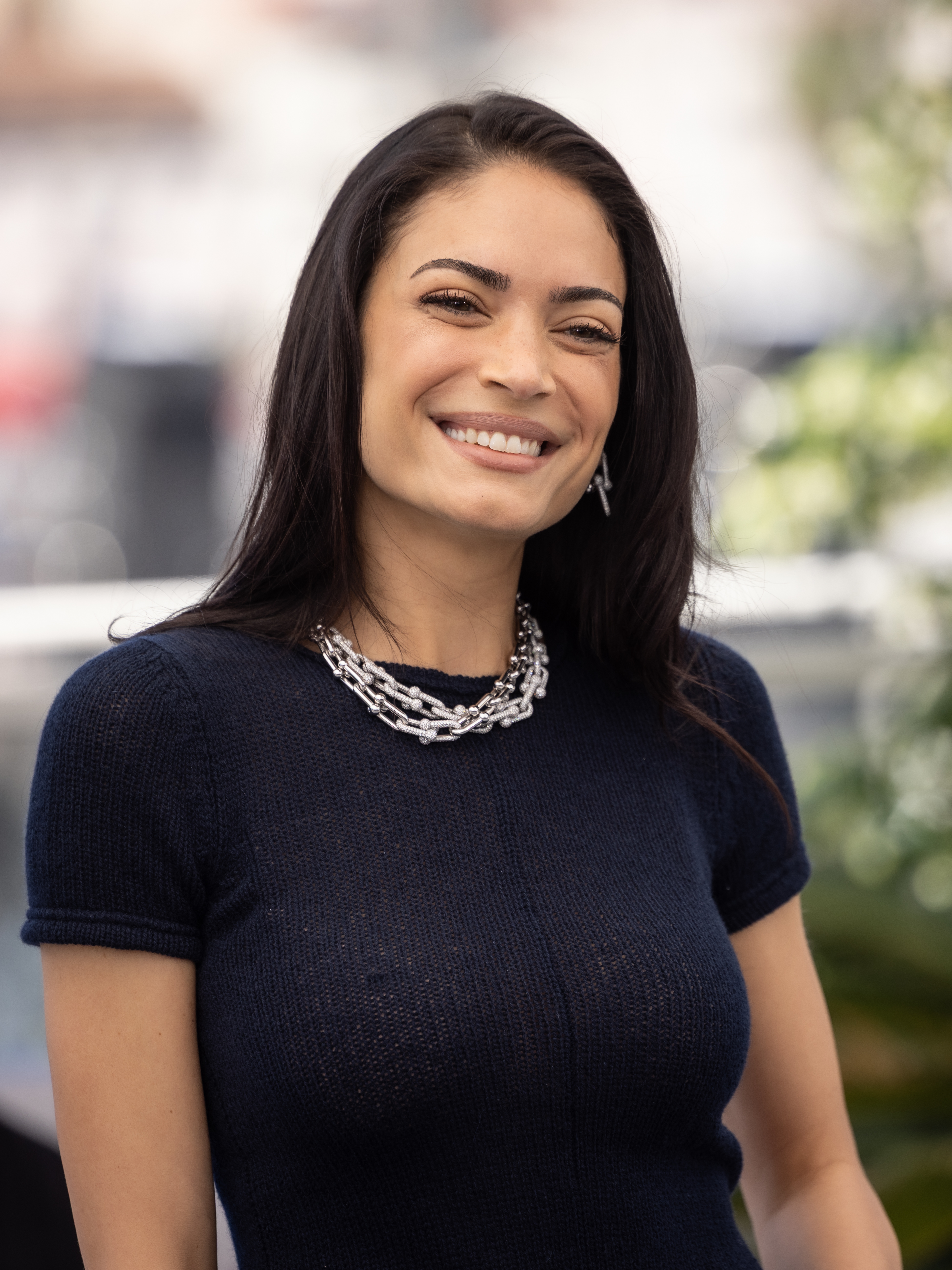
Elodie bei den Filmfestspielen von Cannes 2025

Elodie Di Patrizi (* 3. Mai 1990 in Rom), meist nur kurz Elodie, ist eine italienische Popsängerin. Bekannt wurde sie als Zweitplatzierte der Castingshow Amici di Maria De Filippi im Mai 2016.

## Karriere
Elodie Di Patrizi, Tochter eines italienischen Straßenkünstlers und eines französisch-kreolischen Models aus Guadeloupe, wurde in Rom geboren, zog aber nach der Trennung ihrer Eltern noch als Kleinkind nach Lecce in Apulien. Bereits mit 18 Jahren bewarb sie sich erstmals bei einer Fernsehcastingshow. In der zweiten Staffel von X Factor schied sie jedoch vorzeitig aus.
2016 unternahm sie einen neuen Anlauf bei der 15. Ausgabe von Amici di Maria De Filippi. Die Sängerin mit den auffällig und immer wieder anders gefärbten Haaren gehörte von Anfang an zum Favoritenkreis und musste sich am Ende in der Publikumsabstimmung nur Sergio Sylvestre geschlagen geben. Sie gewann aber den Kritikerpreis der Staffel. Ihr Finalsong Un’altra vita, geschrieben von Fabrizio Moro, stieg nach dem Finale in die italienischen Singlecharts ein. Das gleichnamige Album mit den Songs aus der Show erreichte anschließend hinter dem Album von Sylvestre Platz 2 der Albumcharts. Single und Album erreichten Goldstatus.
Im Dezember 2016 wurde ihre Teilnahme am Sanremo-Festival 2017 bekanntgegeben. Das von Emma Marrone mitgeschriebene Lied Tutta colpa mia brachte ihr dort im Finale den achten Platz ein. In den folgenden Jahren machte sie vor allem durch die Sommerhits Nero Bali (2018, mit Michele Bravi und Guè Pequeno) und Margarita (2019, mit Marracash) auf sich aufmerksam. Neben Pequeno und Marracash arbeitete sie auch mit weiteren italienischen Rappern zusammen, darunter Ghemon, Gemitaiz und Fabri Fibra.
Anfang 2020 veröffentlichte Elodie ihr neues Album This Is Elodie. Beim Sanremo-Festival 2020 präsentierte sie das von Mahmood und Dardust geschriebene Lied Andromeda und erreichte den siebten Platz. Im selben Jahr legte sie die Sommerhits Guaranà und – zusammen mit Takagi & Ketra, Mariah und den Gipsy Kings – Ciclone vor. 2022 gelang ihr mit der Single Bagno a mezzanotte ein großer Hit, außerdem hatte sie mit Tribale einen weiteren Sommerhit.
Mit dem Lied Due landete sie beim Sanremo-Festival 2023 auf dem neunten Platz. Im selben Jahr gewann sie den David di Donatello für die beste Filmmusik.

## Diskografie

### Alben
| Jahr | Titel Musiklabel                       | Höchstplatzierung, Gesamtwochen, AuszeichnungChartplatzierungen (Jahr, Titel, Musiklabel, Platzierungen, Wochen, Auszeichnungen, Anmerkungen) | Höchstplatzierung, Gesamtwochen, AuszeichnungChartplatzierungen (Jahr, Titel, Musiklabel, Platzierungen, Wochen, Auszeichnungen, Anmerkungen) | Anmerkungen                                               |
| Jahr | Titel Musiklabel                       | IT | CH | Anmerkungen                                               |
| ---- | -------------------------------------- | --- | --- | --------------------------------------------------------- |
| 2016 | Un’altra vita Universal Italia (UMG)   | IT2 Gold · (21 Wo.)IT | CH86 (1 Wo.)CH | Erstveröffentlichung: 20. Mai 2016 Verkäufe: + 25.000; EP |
| 2017 | Tutta colpa mia Universal Italia (UMG) | IT6 (13 Wo.)IT | — | Erstveröffentlichung: 17. Februar 2017                    |
| 2020 | This Is Elodie Island Records (UMG)    | IT6 ×2Doppelplatin · (84 Wo.)IT | — | Erstveröffentlichung: 31. Januar 2020 Verkäufe: + 100.000 |
| 2023 | OK. Respira Island Records (UMG)       | IT4 Platin · (50 Wo.)IT | — | Erstveröffentlichung: 9. Februar 2023 Verkäufe: + 50.000  |
| 2025 | Mi ami mi odi Island Records (UMG)     | IT3 Gold · (… Wo.)IT | — | Erstveröffentlichung: 1. Mai 2025 Verkäufe: + 25.000      |

### Mixtapes
- 2023: Red Light

### Singles (Auswahl)
| Jahr | Titel Album                       | Höchstplatzierung, Gesamtwochen, AuszeichnungChartplatzierungen (Jahr, Titel, Album, Platzierungen, Wochen, Auszeichnungen, Anmerkungen) | Höchstplatzierung, Gesamtwochen, AuszeichnungChartplatzierungen (Jahr, Titel, Album, Platzierungen, Wochen, Auszeichnungen, Anmerkungen) | Anmerkungen |
| Jahr | Titel Album                       | IT | CH | Anmerkungen |
| ---- | --------------------------------- | --- | --- | --- |
| 2016 | Un’altra vita                     | IT33 Gold · (3 Wo.)IT | — | Erstveröffentlichung: 13. Mai 2016 Verkäufe: + 25.000                                                                                   |
| 2017 | Tutta colpa mia                   | IT12 Platin · (7 Wo.)IT | — | Erstveröffentlichung: 8. Februar 2017 Verkäufe: + 50.000                                                                                |
| 2018 | Nero Bali This Is Elodie          | IT10 ×2Doppelplatin · (23 Wo.)IT | — | Erstveröffentlichung: 18. Mai 2018 feat. Michele Bravi & Guè Pequeno; Verkäufe: + 100.000                                               |
| 2019 | Pensare male This Is Elodie       | IT24 Platin · (25 Wo.)IT | — | Erstveröffentlichung: 15. März 2019 mit The Kolors; Verkäufe: + 50.000                                                                  |
| 2019 | Margarita This Is Elodie          | IT6 ×3Dreifachplatin · (27 Wo.)IT | — | Erstveröffentlichung: 12. Juni 2019 feat. Marracash; Verkäufe: + 210.000                                                                |
| 2020 | Non è la fine This Is Elodie      | IT63 (1 Wo.)IT | — | Erstveröffentlichung: 8. Januar 2020 feat. Gemitaiz                                                                                     |
| 2020 | Mal di testa This Is Elodie       | IT76 (1 Wo.)IT | — | Erstveröffentlichung: 23. Januar 2020 feat. Fabri Fibra                                                                                 |
| 2020 | Andromeda This Is Elodie          | IT6 Platin · (17 Wo.)IT | — | Erstveröffentlichung: 5. Februar 2020 Verkäufe: + 70.000                                                                                |
| 2020 | Guaranà This Is Elodie            | IT13 ×2Doppelplatin · (31 Wo.)IT | — | Erstveröffentlichung: 13. Mai 2020 Verkäufe: + 140.000                                                                                  |
| 2020 | Ciclone –                         | IT9 ×2Doppelplatin · (28 Wo.)IT | — | Erstveröffentlichung: 19. Juni 2020 Verkäufe: + 140.000; mit Takagi & Ketra & Mariah feat. Gipsy Kings, Nicolas Reyes & Tonino Baliardo |
| 2021 | Vertigine OK. Respira             | IT44 Platin · (23 Wo.)IT | — | Erstveröffentlichung: 23. September 2021 Verkäufe: + 100.000                                                                            |
| 2022 | Bagno a mezzanotte OK. Respira    | IT4 ×4Vierfachplatin · (37 Wo.)IT | — | Erstveröffentlichung: 8. März 2022 Verkäufe: + 400.000                                                                                  |
| 2022 | Tribale OK. Respira               | IT13 ×2Doppelplatin · (24 Wo.)IT | — | Erstveröffentlichung: 9. Juni 2022 Verkäufe: + 200.000                                                                                  |
| 2022 | OK. Respira                       | IT45 Gold · (9 Wo.)IT | — | Erstveröffentlichung: 8. Dezember 2022 Verkäufe: + 50.000                                                                               |
| 2023 | Due OK. Respira                   | IT7 ×3Dreifachplatin · (25 Wo.)IT | CH67 (1 Wo.)CH | Erstveröffentlichung: 8. Februar 2023 Verkäufe: + 300.000; Beitrag für das Sanremo-Festival 2023                                        |
| 2023 | Pazza Musica Materia (Prisma)     | IT10 ×3Dreifachplatin · (31 Wo.)IT | — | Erstveröffentlichung: 25. Mai 2023 Verkäufe: + 300.000; mit Marco Mengoni                                                               |
| 2023 | A fari spenti Red Light           | IT21 Platin · (14 Wo.)IT | — | Erstveröffentlichung: 21. September 2023 Verkäufe: + 100.000                                                                            |
| 2024 | Black Nirvana Mi ami mi odi       | IT7 Platin · (25 Wo.)IT | — | Erstveröffentlichung: 30. Mai 2024 Verkäufe: + 100.000                                                                                  |
| 2024 | Feeling Mi ami mi odi             | IT9 (13 Wo.)IT | — | Erstveröffentlichung: 7. November 2024 feat. Tiziano Ferro                                                                              |
| 2025 | Dimenticarsi alle 7 Mi ami mi odi | IT7 Gold · (13 Wo.)IT | CH59 (1 Wo.)CH | Erstveröffentlichung: 12. Februar 2025 Verkäufe: + 100.000; Beitrag zum Sanremo-Festival 2025                                           |
| 2025 | Mi ami mi odi                     | IT18 (… Wo.)IT | — | Erstveröffentlichung: 3. April 2025 |
| 2025 | Yakuza Mi ami mi odi              | IT4 (… Wo.)IT | — | Erstveröffentlichung: 26. Juni 2025 feat. Sfera Ebbasta & Rvssian                                                                       |

Weitere Singles
- 2016: Amore avrai
- 2016: L’imperfezione della vita
- 2017: Verrà da sé
- 2017: Semplice
- 2018: Rambla
- 2020: Niente canzoni d’amore (IT: Platin)

### Gastbeiträge
| Jahr | Titel Album                                           | Höchstplatzierung, Gesamtwochen, AuszeichnungChartsChartplatzierungen (Jahr, Titel, Album, Platzierungen, Wochen, Auszeichnungen, Anmerkungen) | Anmerkungen                                                                       |
| Jahr | Titel Album                                           | IT | Anmerkungen                                                                       |
| --- | ----------------------------------------------------- | --- | --------------------------------------------------------------------------------- |
| 2020 | Parli parli Coraggio                                  | IT34 Platin · (16 Wo.)IT | Erstveröffentlichung: 9. Oktober 2020 Carl Brave feat. Elodie; Verkäufe: + 70.000 |
| 2021 | La coda del diavolo Taxi Driver (Riedizione digitale) | IT1 ×6Sechsfachplatin · (69 Wo.)IT | Erstveröffentlichung: 3. Dezember 2021 Rkomi feat. Elodie; Verkäufe: + 600.000    |
| Folgende Lieder erschienen nicht als Single, wurden aber durch das Album zum Download und Streaming bereitgestellt und konnten somit eine Platzierung erlangen: |                                                       | |                                                                                   |
| |                                                       | |                                                                                   |
| 2018 | Sobrio Sinatra                                        | IT30 (2 Wo.)IT | Guè Pequeno feat. Elodie                                                          |
| 2023 | Anche Stasera X2VR                                    | IT4 ×3Dreifachplatin · (… Wo.)IT | Charteinstieg: 17. November 2023 Sfera Ebbasta feat. Elodie; Verkäufe: + 300.000  |
| 2024 | Soli a Milano Club Dogo                               | IT7 Gold · (10 Wo.)IT | Club Dogo feat. Elodie; Verkäufe: + 50.000                                        |
| 2024 | Io vorrei 2024 Fra                                    | IT78 (4 Wo.)IT | Gigi D’Alessio feat. Elodie & Ernia                                               |